# Rana Gorgani
 (décembre 2023).

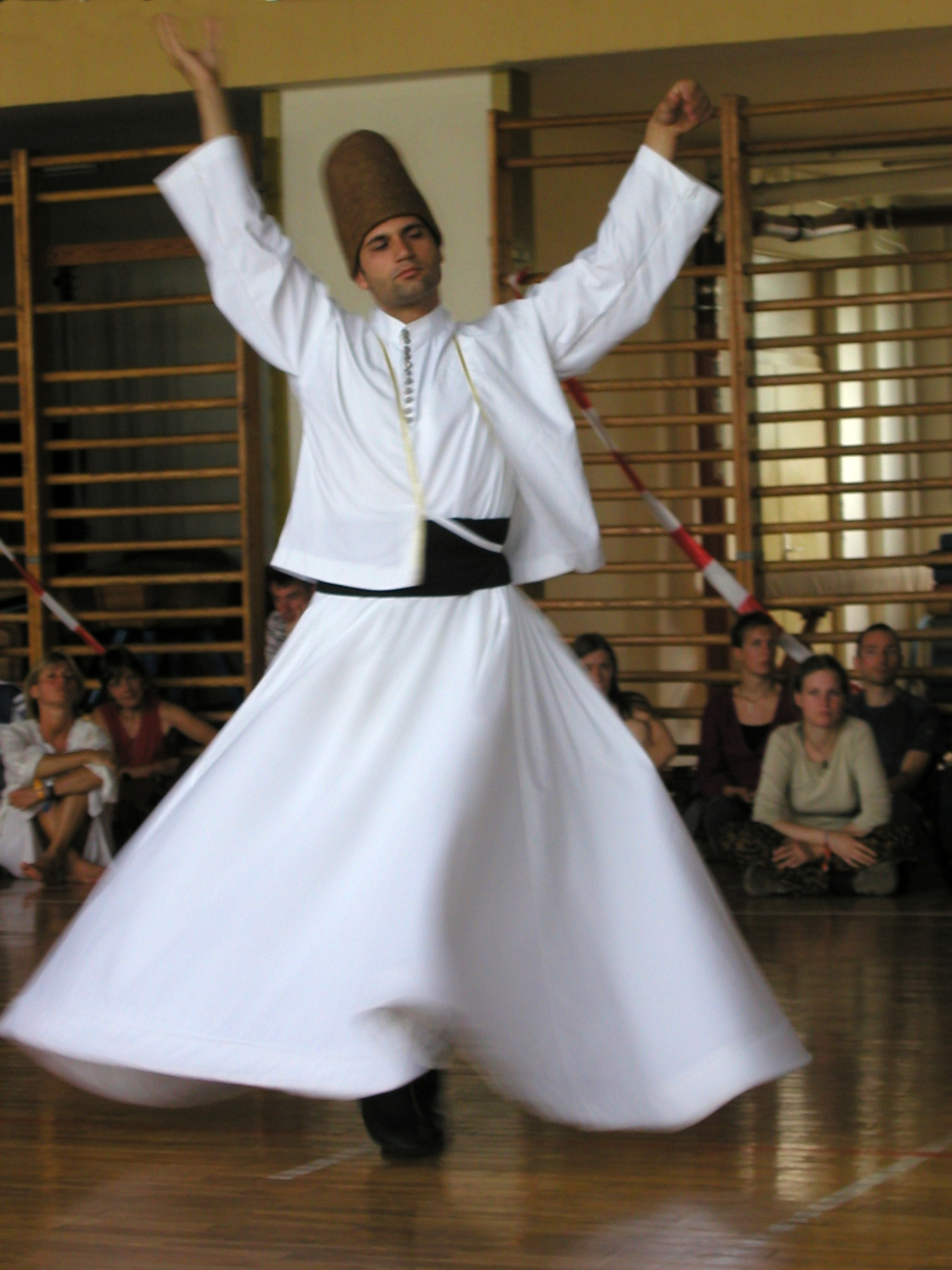
Danse soufie des derviches tourneurs.

Rana Gorgani (née en 1984) est une danseuse franco-iranienne. Elle exécute les danses soufies traditionnelles et est l'une des rares interprètes féminines des danses des derviches tourneurs,.

## Biographie
Née en Allemagne d'une mère iranienne et d'un père kurde, elle grandit et vit en France. C'est également une actrice, qui a suivi les cours du Conservatoire Georges Bizet Paris 20e, où elle découvert son intérêt principal pour la musique iranienne et kurde.
À l'âge de 14 ans, elle entreprend son premier voyage en Iran, le pays d'origine de ses parents, où elle fait la découverte captivante de l'univers mystique soufi à travers l'art du Daf et la danse soufie. Traditionnellement réservée aux hommes, la pratique des derviches tourneurs se distingue par un mouvement rotatif incessant qui plonge le corps dans un état altéré de conscience. Pour elle, cette expérience s'avère être une révélation, un retour aux racines profondes de son héritage culturel.
En 2009, Rana Gorgani a fait un choix décisif dans sa vie, en décidant de se consacrer pleinement à l'art de la danse. Forte de sa passion pour cet art millénaire, elle fonde alors la compagnie L'Œil Persan, une initiative pionnière qui marquera l'histoire de la danse en Europe, et également la première entité spécialisée dans la danse perse sur le continent.
La Compagnie l'Œil Persan
La Compagnie l'Œil Persan a pour but de promouvoir, de développer et d'assurer la sauvegarde des danses persanes :
Iran, Afghanistan, Azerbaïdjan, Ouzbékistan, Tadjikistan...ainsi que de tous les peuples et toutes les minorités de l'Iran : Kurdes, tribus nomades comme les Qashqhai; Baloutches, et en particulier les danses traditionnelles, anciennes, ethniques et les danses de rituels, cérémonies liées à la culture Perse.
Le travail de Rana Gorgani, avec la compagnie L'Œil Persan laisse une empreinte indélébile dans le paysage artistique internationale, non seulement en élargissant les horizons esthétiques, mais aussi en favorisant la compréhension et l'appréciation mutuelle entre les cultures. Son engagement envers la préservation et la promotion de la danse perse inscrit son nom dans les annales de l'histoire de la danse, faisant d'elle une figure emblématique dans le domaine de l'art et de la culture.
Porteur de Flamme Olympique
En 2024, Rana Gorgani a été sélectionnée pour porter la flamme olympique, des jeux Paris 2024
Être choisi pour porter la flamme olympique est une reconnaissance honorifique accordée à des individus représentant les valeurs de l'olympisme.
Cet honneur est souvent attribué à des personnes qui ont contribué de manière significative au domaine sportif, culturel, ou à la communauté en général.
La flamme olympique est un symbole chargé de sens, représentant l'unité, la paix et la fraternité entre les peuples du monde entier.